# ديف هيتون
ديف هيتون هو صاحب مطعم وسياسي أمريكي، ولد في 2 فبراير 1941 في سيغورني في الولايات المتحدة. نشط حزبياً في Republican Party of Iowa ‏ والحزب الجمهوري. وقد انتخب عضو مجلس نواب ولاية آيوا ‏.